# 1956 في سويسرا
فيما يلي قوائم الأحداث التي وقعت خلال عام 1956 في سويسرا.

## رياضة
- 23 يونيو – طواف سويسرا 1956 الفائزون Jo Planckaert [الإنجليزية]‏، Allegro ‏، رولف غراف، فريتز شير، جيف بلانكايرت.

## مواليد

### يناير
- 1 يناير – بيتر مورير

### مارس
- 13 يونيو – مارسيل لانغ مغني سويسري.
- 16 مارس – إيفلين ويدمر شلمف

### مايو
- 29 مايو – فيليبو لومباردي سياسي سويسري.

### يونيو
- 13 يونيو – مارسيل لانغ مغني سويسري.

### يوليو
- 1 يوليو – هاينس جيرمان سياسي سويسري.

### سبتمبر
- 23 سبتمبر – جان-لوك فورنير متزحلق جبال الألب سويسري.

### أكتوبر
- 3 أكتوبر – ستيفان موتر درّاج طريق سويسري.

### ديسمبر
- 16 ديسمبر – تييري لانغ موسيقي سويسري.

## وفيات

### يناير
- 1 يناير – كاميلي دريفوس (مواليد 1878) كيميائي سويسري.

### فبراير
- 13 فبراير – ماكس ليو كيلر (مواليد 1897) سياسي سويسري.

### يونيو
- 30 يونيو – يوليوس ليبرت (مواليد 1895) سياسي ألماني.

### يوليو
- 10 سبتمبر – روبرت يوليوس ترومبلر (مواليد 1886)
- 30 يونيو – يوليوس ليبرت (مواليد 1895) سياسي ألماني.

### أغسطس
- 23 أغسطس – إرنست فريك (مواليد 1881) فنان سويسري.

### سبتمبر
- 10 سبتمبر – روبرت يوليوس ترومبلر (مواليد 1886)

### أكتوبر
- 7 أكتوبر – بونوا موسي (مواليد 1917)

### ديسمبر
- 25 ديسمبر – روبرت فالسر (مواليد 1878) كاتب سويسري.